# Abraeus areolatus
Abraeus areolatus är en skalbaggsart som beskrevs av Edmund Reitter 1884. Abraeus areolatus ingår i släktet Abraeus och familjen stumpbaggar. Inga underarter finns listade i Catalogue of Life.